# Zajazd Pocztowy w Słupcy
Zajazd pocztowy w Słupcy - budynek wzniesiony w pierwszej połowie XIX wieku, początkowo pełniący funkcję zajazdu pocztowego, aktualnie prywatny budynek mieszkalny. Znajduje się w Słupcy na ulicy Kościuszki 4. Wpisany do rejestru zabytków KOBiDZ pod numerem 405/147 w dniu 7 kwietnia 1988 roku.

## Galeria

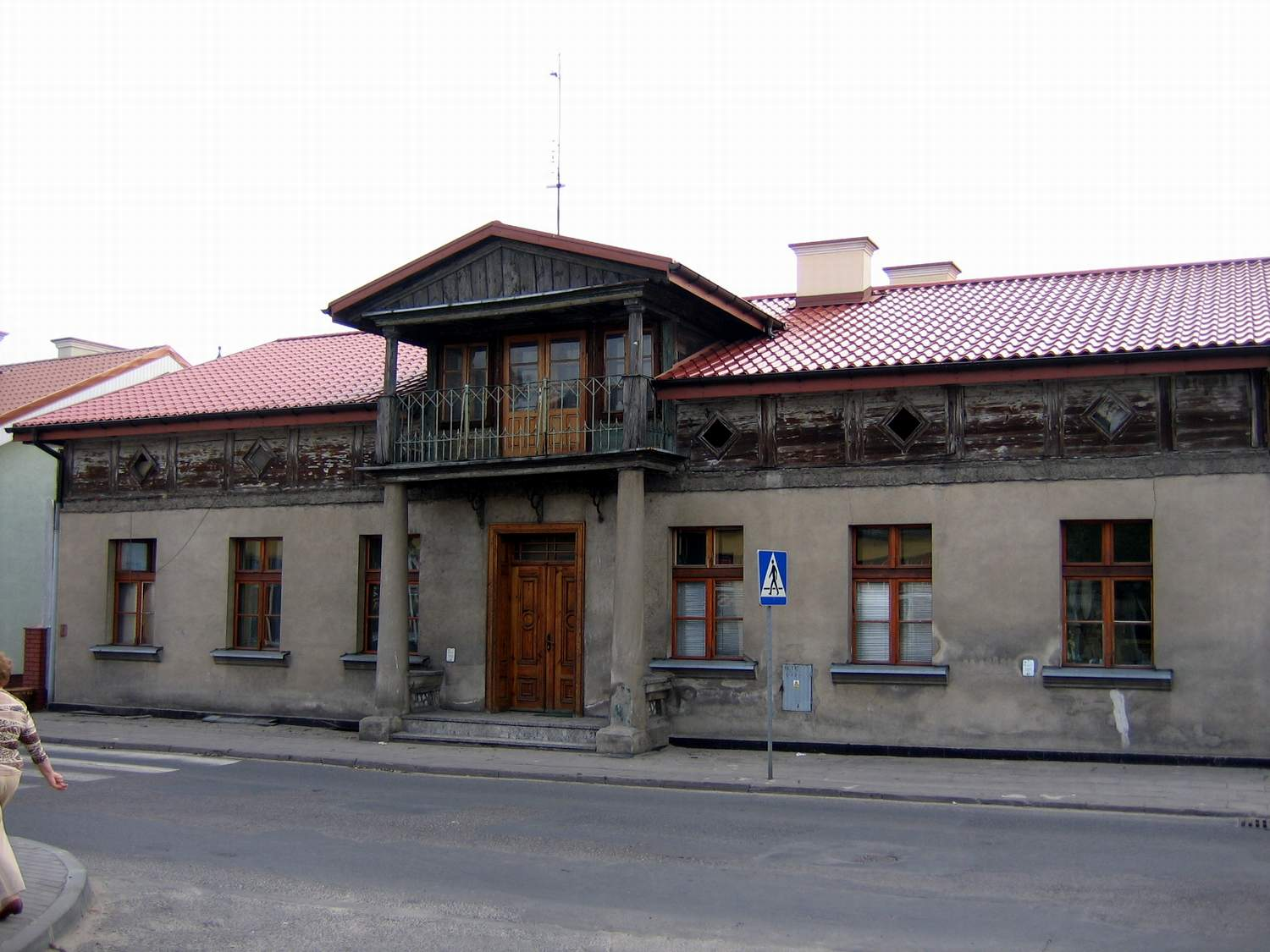
Zajazd pocztowy w Słupcy 2007 r.